# فقیر (اسلام و تصوف)

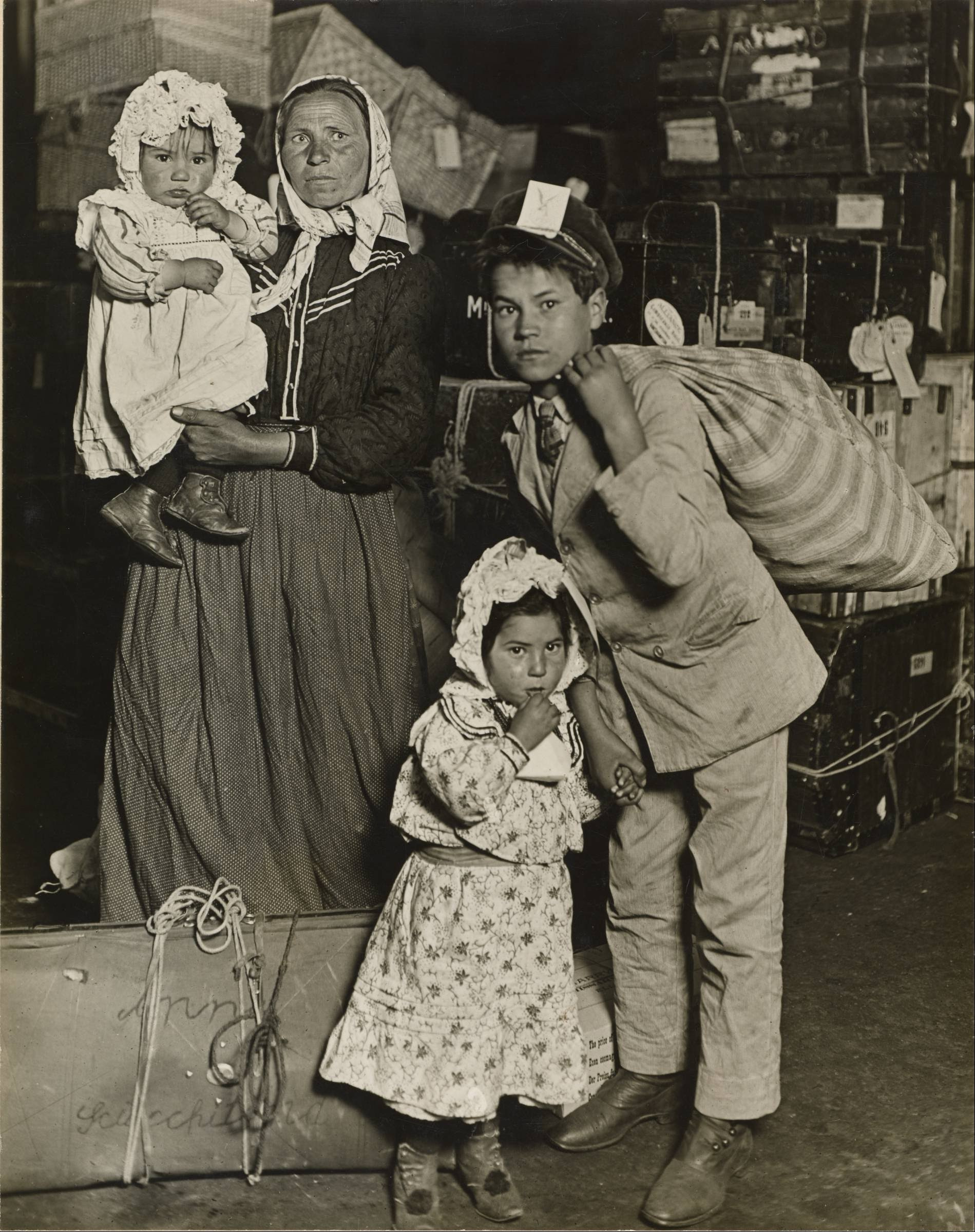
خانواده مهاجر در اتاق ترخیص چمدان در جزیره الیس ۱۹۰۵ م. موزه هنرهای زیبای هیوستون

فقیر (عربی: فقیر)یعنی کسی که دچار فقر است. فقر در لغت در معنای نیاز و تهی دستی به کار رفته‌است و مراد از آن در فقه بنابر قول مشهور، عبارت است از نداشتن خرجی سال به قدر کفایت خود و کسانی که نفقه آنان بر عهده او است، مانند فرزندان، پدر و مادر و همسر. برخی قدما بر اساس آنچه از آنان نقل شده‌است فقر را به نداشتن مقدار یکی از نصابهای زکات یا قیمت آن تعریف کرده‌اند. بر اساس این نظر، کسی که مالک یکی از نصاب های زکات یا بهای آن است شرعاً غنی به‌شمار می‌رود نه فقیر؛ چنان‌که بر پایه نظر نخست، کسی که به قدر کفایت خود و افراد واجب النفقه‌اش در طول سال دارایی دارد، غنی محسوب می‌گردد.